# John Virgo

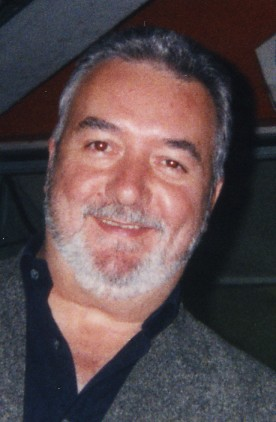

John Virgo (Salford, 4 maart 1946) is een Engels voormalig professioneel snookerspeler. Hij won in 1979 het UK Championship en kwam dat jaar tot de halve finale van het World Snooker Championship. Nadat Virgo stopte met professioneel spelen ging hij onder meer aan de slag als televisiecommentator bij snookerwedstrijden voor de BBC. Van 1991 tot 2002 presenteerde hij samen met Jim Davidson het op snooker gebaseerde spelprogramma Big Break op BBC 1.
Virgo was professioneel actief van 1976 tot en met 1994. Hij maakte behalve als competitief speler ook naam als deelnemer aan trickshotevenementen en als imitator van zijn medespelers. De Engelsman maakt daarbij op een goedaardige manier zijn (oud-)collega's belachelijk door hun maniertjes en motoriek uit te vergroten. Zo is onder meer de in zijn tijd als traag spelend te boek staande Terry Griffiths een van zijn vaste typetjes, waarbij Virgo steeds weer aanlegt voor een stoot, om uiteindelijk toch maar weer onverrichter zake op te staan en een nadenkend gezicht te trekken.
Griffiths heeft sowieso een belangrijke plek in Virgo's leven, want de Welshman was zijn tegenstander in de editie van het UK Championship dat Virgo won, terwijl Griffiths datzelfde jaar wereldkampioen werd.